# Ingver
Ingver (znanstveno ime Rhizoma zingiberis) je začimbna rastlina, ki raste v tropskem in subtropskih pasovih.
Je večletna rastlina, ki zraste do 50 cm visoko. Oblikuje do 20 cm dolge korenike, ki se uporabljajo v kulinariki pa tudi v zdravstvu.
Pradomovina ingverja je jugovzhodna Azija.
Ingver je med prvimi začimbami, ki jih je človek spoznal. Znani kitajski filozof Konfucij ga je zelo cenil in je hotel imeti vsako jed pripravljeno z ingverjem. V starem Rimu so uporabljali ingver tudi v lepotnih salonih. V Evropi v srednjem veku je bil tako priljubljen, da so zdravniki in moralisti trdili: »Vino, poper, cimet in ingver kvarijo kri mladim dekletom«. Kljub tem svarilom je postal priljubljen med Angleži in Skandinavci, na Slovenskem pa ga nikdar nismo uporabljali na veliko.

## Izvor
Ingver izvira iz pomorskih dežel jugovzhodne Azije.
Iz Indije so ga trgovci razširili na bližnji vzhod in Sredozemlje okoli 1. stol. našega štetja. Pridelovali so ga predvsem v južni Indiji in na velikih Sundskih otokih.

## Uporaba ingverja v prehrani
Uporabljajo se sveže korenike, lahko pa tudi posušenega oz. zmletega.
Velik del pridelka ingverja predelajo v brezalkoholno ingverjevo pivo, ki je zelo priljubljeno v Angliji in ZDA.
Ingver se uporablja za:
- sadne solate
- mešan kompot iz jabolk in hrušk, pečena jabolka
- razne kolače, tudi za škofjeloški mali kruhek
- razne napitke;
  - ingverjev čaj,
  - ingverjevo pivo, priljubljeno zlasti v Veliki Britaniji,
  - ingverjevo vino,
  - ingverjeva kava,
  - sekoteng, priljubljen ingverjev sladki napitek v Indoneziji in na Japonskem.

## Sinonimi imena v evropskih jezikih
Beseda ingver spada med besede selivke, ker je nastala pred več stoletji v sedaj že izumrlem srednjeindijskem jeziku, kjer je označevala rastlino z imenom Singivera. V Grčijo je pripotovala v času Aleksandra Makedonskega z vračajočimi vojaki in se razširjala po mediteranu, mali Aziji, Balkanu, Rusiji in zahodni Evropi. Na tem potovanju je dobivala razne govorjene oblike in zapise. Slovenska oblika verjetno prihaja iz nemške oblike Ingwer.